# Дзебисашвили, Годердзи
Годердзи Дзебисашвили (25 сентября 1999) — грузинский борец вольного стиля. 

## Спортивная карьера
14 августа 2019 года в Таллине на Первенстве мира среди юниоров в схватке за бронзовую медаль уступил американцу Габриэлу Таггу, заняв итоговое 5 место. 
В конце декабря 2020 года в Тбилиси завоевал бронзовую медаль чемпионата Грузии. 
17 февраля 2024 года на чемпионате Европы в Бухаресте в малом финале в борьбе за бронзовую награду проиграл Андре Кларку из Германии. 
7 апреля 2024 года на Европейском квалификационном турнире в Баку в весовой категории до 65 кг, одолев в решающей схватке Максима Сакулцана из Молдавии, завоевал путёвку на Олимпийские игры в Париж.